# Morti nel 2002/Novembre
| Questa pagina contiene informazioni ricavate automaticamente dalle voci biografiche con l'ausilio del template Bio e di un bot. L'aggiornamento è periodico e automatico e ricostruisce completamente la pagina. Se manca una persona in questa lista, sei pregato di non aggiungerla, ma accertati piuttosto che la sua voce biografica contenga il template Bio e che i dati anagrafici siano correttamente compilati. Se il template Bio manca, inseriscilo tu stesso o, in alternativa, metti l'avviso {{tmp\|Bio}} che ne segnala la mancanza. Se i dati riportati sono sbagliati, correggi direttamente la voce biografica; le modifiche saranno visibili in questa lista entro pochi giorni. Per chiarimenti vedi il progetto biografie. La lista contiene solo le 120 persone che sono citate nell'enciclopedia e per le quali è stato implementato correttamente il template Bio. Pagina aggiornata al 26 giu 2025. |

- 1º novembre - Ekrem Akurgal, archeologo turco (n. 1911)
- 1º novembre - Eduardo Decena, cestista filippino (n. 1926)
- 1º novembre - Barbara Abney-Hastings, XIII contessa di Loudoun, nobile scozzese (n. 1919)
- 1º novembre - Käte Jaenicke, attrice tedesca (n. 1923)
- 1º novembre - Rubén Magdalena, calciatore argentino (n. 1942)
- 1º novembre - Léster Morgan, calciatore costaricano (n. 1976)
- 2 novembre - Ludwik Barszczewski, cestista polacco (n. 1919)
- 2 novembre - Paul Gordon, cestista statunitense (n. 1927)
- 2 novembre - Lo Lieh, attore e regista indonesiano (n. 1939)
- 2 novembre - Tonio Selwart, attore tedesco (n. 1896)
- 2 novembre - Charles Sheffield, matematico, fisico e scrittore di fantascienza britannico (n. 1935)
- 3 novembre - Ulrika Babiaková, astronoma slovacca (n. 1976)
- 3 novembre - Lonnie Donegan, cantante e chitarrista britannico (n. 1931)
- 3 novembre - Jonathan Harris, attore e doppiatore statunitense (n. 1914)
- 3 novembre - Thorsten Lindqvist, pentatleta svedese (n. 1925)
- 3 novembre - Marisa Musu, partigiana e giornalista italiana (n. 1925)
- 3 novembre - William Packard, scrittore, docente e poeta statunitense (n. 1933)
- 4 novembre - Juan Araújo Pino, calciatore spagnolo (n. 1920)
- 4 novembre - Piero Cudini, storico della letteratura e critico letterario italiano (n. 1946)
- 4 novembre - Raoul Diagne, calciatore francese (n. 1910)
- 4 novembre - Antonio Margheriti, regista, sceneggiatore e effettista italiano (n. 1930)
- 4 novembre - Jerry Sohl, autore di fantascienza e sceneggiatore statunitense (n. 1913)
- 5 novembre - Ferruccio Ulivi, critico letterario e scrittore italiano (n. 1912)
- 6 novembre - Michel Majerus, artista lussemburghese (n. 1967)
- 6 novembre - Joaquín Navarro Perona, calciatore spagnolo (n. 1921)
- 6 novembre - Sid Sackson, ingegnere statunitense (n. 1920)
- 6 novembre - Gianluca Signorini, calciatore italiano (n. 1960)
- 6 novembre - Ed Smallwood, cestista statunitense (n. 1937)
- 7 novembre - Rudolf Augstein, giornalista, scrittore e politico tedesco (n. 1923)
- 7 novembre - Tino Sabbadini, ciclista su strada francese (n. 1928)
- 8 novembre - Gianluca Colarusso, dirigente pubblico italiano (n. 1971)
- 8 novembre - Fernando Font, cestista e allenatore di pallacanestro spagnolo (n. 1915)
- 8 novembre - Ke Zhao, matematico cinese (n. 1910)
- 8 novembre - Lawrence Rainey, funzionario statunitense (n. 1923)
- 9 novembre - Jan Hulsker, storico dell'arte olandese (n. 1907)
- 9 novembre - Richard Jeffrey, filosofo e logico statunitense (n. 1926)
- 9 novembre - Eusebio Tejera, calciatore uruguaiano (n. 1922)
- 10 novembre - Michel Boisrond, regista e sceneggiatore francese (n. 1921)
- 10 novembre - Franco Fantasia, attore italiano (n. 1924)
- 10 novembre - Marcello Mandò, attore e doppiatore italiano (n. 1933)
- 10 novembre - Giovanni Rovatti, calciatore italiano (n. 1935)
- 11 novembre - Bruno Dazzi, calciatore e allenatore di calcio italiano (n. 1923)
- 11 novembre - Zoe Ducós, attrice argentina (n. 1928)
- 11 novembre - Pietro Giudici, ciclista su strada italiano (n. 1921)
- 11 novembre - Mario Mirabella Roberti, archeologo italiano (n. 1909)
- 11 novembre - Aldo Salvadori, pittore e illustratore italiano (n. 1905)
- 11 novembre - Alberto Tenenti, storico italiano (n. 1924)
- 12 novembre - Roger Chupin, ciclista su strada francese (n. 1921)
- 12 novembre - Károly Doncsecz, ceramista sloveno (n. 1918)
- 12 novembre - Teo Ducci, superstite dell'Olocausto ungherese (n. 1913)
- 13 novembre - Roland Hanna, pianista e compositore statunitense (n. 1932)
- 13 novembre - Juan Alberto Schiaffino, calciatore e allenatore di calcio uruguaiano (n. 1925)
- 13 novembre - Juan Antonio del Val Gallo, vescovo cattolico spagnolo (n. 1916)
- 14 novembre - Spartaco Beragnoli, politico italiano (n. 1920)
- 14 novembre - Eddie Bracken, attore statunitense (n. 1915)
- 14 novembre - Gedong Bagus Oka, filosofa indonesiana (n. 1921)
- 15 novembre - Giovanni Maria Bertin, pedagogista e filosofo italiano (n. 1912)
- 15 novembre - André Clot, storico e scrittore francese (n. 1909)
- 15 novembre - Nils Landgren, bobbista svedese (n. 1923)
- 15 novembre - Mariangelo da Cerqueto, religioso e scrittore italiano (n. 1915)
- 15 novembre - Sohn Kee-chung, maratoneta sudcoreano (n. 1912)
- 16 novembre - Ernesto Di Fresco, imprenditore e politico italiano (n. 1929)
- 16 novembre - Tom Farris, giocatore di football americano statunitense (n. 1920)
- 16 novembre - Kolë Jakova, poeta, drammaturgo e romanziere albanese (n. 1915)
- 16 novembre - Sima Milovanov, calciatore jugoslavo (n. 1923)
- 16 novembre - Frank Smithies, matematico britannico (n. 1912)
- 16 novembre - Justy Specker, cestista francese (n. 1919)
- 16 novembre - Ľudovít Venutti, calciatore slovacco (n. 1920)
- 17 novembre - Abba Eban, politico e diplomatico sudafricano (n. 1915)
- 17 novembre - Mariano Faraone, calciatore italiano (n. 1923)
- 17 novembre - Silvio Mello Grand, politico italiano (n. 1920)
- 17 novembre - Ben Plucknett, discobolo statunitense (n. 1954)
- 17 novembre - Marco Somalvico, ingegnere italiano (n. 1941)
- 17 novembre - Adriaan Verhulst, medievista belga (n. 1929)
- 18 novembre - Bolot Bejšenaliev, direttore della fotografia e attore sovietico (n. 1937)
- 18 novembre - Elio Borsetto, calciatore e allenatore di calcio italiano (n. 1920)
- 18 novembre - James Coburn, attore statunitense (n. 1928)
- 18 novembre - Marcella De Francesco, partigiana e giornalista italiana (n. 1920)
- 18 novembre - Francesco De Martino, giurista e politico italiano (n. 1907)
- 18 novembre - Kim Gallagher, mezzofondista statunitense (n. 1964)
- 18 novembre - Pasquale Vivolo, calciatore e dirigente sportivo italiano (n. 1928)
- 19 novembre - Vito Ciancimino, mafioso e politico italiano (n. 1924)
- 19 novembre - Jean-Claude Renard, scrittore e poeta francese (n. 1922)
- 19 novembre - André Roch, alpinista e scrittore svizzero (n. 1906)
- 19 novembre - Vittorio Ugolini, allenatore di pallacanestro e arbitro di pallacanestro italiano (n. 1908)
- 20 novembre - K'akhi Asatiani, politico, allenatore di calcio e calciatore sovietico (n. 1947)
- 20 novembre - Niddy Impekoven, ballerina e attrice tedesca (n. 1904)
- 21 novembre - Elliot Berg, economista e saggista statunitense (n. 1927)
- 21 novembre - Emanuele Bettini, poeta, scrittore e pittore italiano (n. 1917)
- 21 novembre - Hadda Brooks, pianista, cantante e compositrice statunitense (n. 1916)
- 21 novembre - Luciano B. Carlos, regista, sceneggiatore e attore filippino (n. 1925)
- 21 novembre - Arturo Guzmán Decena, militare e criminale messicano (n. 1976)
- 21 novembre - Norihito, principe Takamado, principe giapponese (n. 1954)
- 22 novembre - Parley Baer, attore statunitense (n. 1914)
- 22 novembre - Joan Barclay, attrice statunitense (n. 1914)
- 22 novembre - Beatrice di Borbone-Spagna, nobile spagnola (n. 1909)
- 22 novembre - Adele Jergens, attrice statunitense (n. 1917)
- 22 novembre - Giuseppe Miotello, pittore italiano (n. 1930)
- 23 novembre - Erna Bogen-Bogáti, schermitrice ungherese (n. 1906)
- 23 novembre - Sebastiano Catalano, avvocato, giornalista e scrittore italiano (n. 1928)
- 23 novembre - Roberto Matta, pittore e architetto cileno (n. 1911)
- 24 novembre - John Rawls, filosofo statunitense (n. 1921)
- 25 novembre - Karel Reisz, regista e critico cinematografico cecoslovacco (n. 1926)
- 26 novembre - Fernanda Gattinoni, stilista e imprenditrice italiana (n. 1906)
- 26 novembre - Darno Maffini, artigiano italiano (n. 1908)
- 26 novembre - Franco Meloni, politico italiano (n. 1941)
- 26 novembre - Polo Montañez, cantante cubano (n. 1955)
- 26 novembre - Miomir Petrović, calciatore jugoslavo (n. 1922)
- 27 novembre - William Assandri, fisarmonicista italiano (n. 1934)
- 27 novembre - Billie Bird, attrice statunitense (n. 1908)
- 27 novembre - Thor Lunde, calciatore norvegese (n. 1924)
- 27 novembre - Wolfgang Preiss, attore tedesco (n. 1910)
- 27 novembre - Miguel Ramos Vargas, calciatore spagnolo (n. 1942)
- 27 novembre - Pascasio Sola, calciatore argentino (n. 1928)
- 28 novembre - Juan Carlos Díaz Quincoces, calciatore spagnolo (n. 1933)
- 29 novembre - Daniel Gélin, attore francese (n. 1921)
- 29 novembre - Gino Mentasti, compositore di scacchi italiano (n. 1913)
- 29 novembre - Pasquale Poerio, sindacalista e politico italiano (n. 1921)
- 30 novembre - Alan Ashman, allenatore di calcio e calciatore inglese (n. 1928)
- 30 novembre - Mr. Wrestling, wrestler statunitense (n. 1934)